# Geografsko društvo Slovenije
Geografsko društvo Slovenije osnovano je 1922. godine kao prvo geografsko društvo u Sloveniji. Zasluge za njegov osnutak imali su studenti i diplomanti slovenskog Sveučilišta u Ljubljani: Valter Bohinc, Franjo Baš, Ivo Rubić, a kasnije su im se pridružili srednjoškolski profesor Anton Melik, geomorfolog i knjižničar Jože Rus i Silvo Kranjec koji je bio vodeći pisac udžbenika za podučavanje geografije u školama. Svi su bili vrlo aktivni, pa je društvo ubrzo počelo izdavati najstariju i središnju strukovnu geografsku reviju Geografski vestnik. Anton Melik i Svetozar Ilešič svojim su radom usmjeravali razvoj slovenske geografije od 1930. pa sve do 1970. godine.

## Vanjske poveznice
- Geografsko društvo Maribor
- Ljubljansko geografsko društvo  Arhivirana inačica izvorne stranice od 29. listopada 2008. (Wayback Machine)
- Zveza geografskih društev Slovenije  Arhivirana inačica izvorne stranice od 22. listopada 2008. (Wayback Machine)